# Deinopis aspectans
Deinopis aspectans är en spindelart som beskrevs av Pocock 1899. Deinopis aspectans ingår i släktet Deinopis och familjen Deinopidae. Inga underarter finns listade i Catalogue of Life.